# Tilty
Tilty är en by och en civil parish i Uttlesford i Storbritannien. Den ligger i grevskapet Essex och riksdelen England, i den sydöstra delen av landet, 50 km nordost om huvudstaden London. Orten har 98 invånare (2001).  Byn nämndes i Domedagsboken (Domesday Book) år 1086, och kallades då Tileteia.